# Abóbada celeste

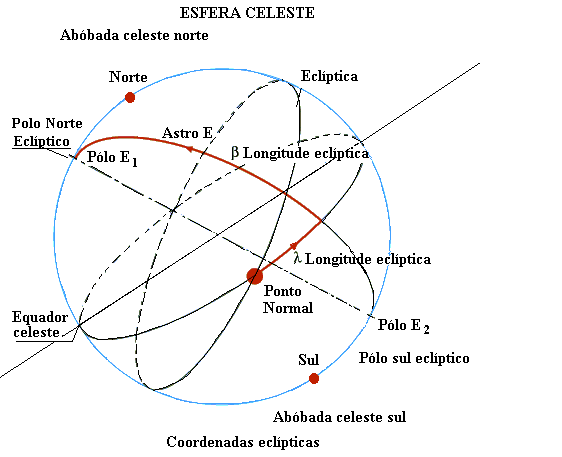
Esfera celeste.

A abóbada celeste, em astronomia, é o hemisfério celeste visível, conhecido popularmente como firmamento. Matematicamente, as observações e medições astronômicas executadas seguem os critérios estabelecidos pelo ramo da matemática denominado trigonometria esférica, que neste caso pertence ao domínio da astrometria, uma parte da astronomia.

## Astronomia e astrometria
Em astronomia, a utilização da astrometria permite a substituição de distâncias reais por projeções sobre uma superfície esférica de raio indeterminado (abóbada celeste), demonstrando assim as distâncias reais entre os corpos celestes.
Foi graças a essa propriedade que os astrônomos puderam alavancar um tipo de sistema que, por se utilizar de medidas micrométricas, dá valor bem próximo das velocidades dos corpos no espaço, apesar das distâncias imensas que os separam da Terra.

## Coordenadas espaciais

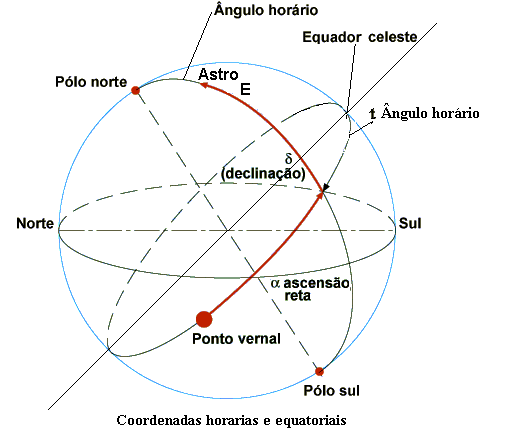
Coordenadas horárias equatoriais.

A utilização do conceito de abóbada se fez necessária para o estabelecimento de um sistema de coordenadas de espaço e tempo, de forma a facilitar a descrição científica do universo.
Esta descrição é conhecida como astronomia esférica ou astronomia de posição. Através destes conceitos, as posições dos astros podem ser determinadas através do uso das coordenadas esféricas.
Na abóbada celeste, a localização dos objetos é dada pela determinação de suas distâncias em relação ao centro ou origem do sistema de coordenadas e pelos dois ângulos, análogos à longitude e à latitude terrestres, formados pela linha visual do astro com os planos e eixos de referência.

## Círculo meridiano
O círculo meridiano é o instrumento mais utilizado para determinar as coordenadas na abóbada celeste; este equipamento contém uma lente montada no plano meridiano do observatório astronômico, a qual é livre para realizar movimentos circulares.
Através deste aparelho é possível medir diretamente a altura de um corpo celeste quando este atravessa a linha do meridiano. Isto ocorre porque estas coordenadas são determinadas, conhecendo-se a latitude geográfica do observatório, o ângulo formado pela linha visual do astro, conhecido como declinação, e o plano da linha do equador, projetados de forma tridimensional na abóbada celeste.